# 末本博
末本 博（すえもと ひろし、1950年5月30日 - ）は、日本の経営者。福岡県出身。にしけい常務取締役。

## 略歴・人物
1950年福岡県行橋市出身。福岡県立京都高等学校卒業。1970年10月、福岡県警察採用、1998年北九州警察部総務課管理官、2000年九州管区警察局公安部交通課調査官、2002年、福岡県警察学校副校長、2003年福岡県警察本部総務部施設課長、2005年交通部運転免許試験課長、2006年交通部交通企画課長、2007年宗像警察署長、2008年警視正昇任、八幡西警察署長、2009年福岡県警察学校校長、2010年3月福岡県警察本部交通部長、2011年3月警視長昇任、退職。同年４月あいおいニッセイ同和損害保険株式会社入社、福岡企業営業部顧問、2013年３月退職、同年４月株式会社にしけい入社、空港保安事業本部長。同社常務取締役に就く。

趣味は登山。